# گری وایت
گری وایت (انگلیسی: Gary White؛ زادهٔ ۲۵ ژوئیهٔ ۱۹۷۴) بازیکن سابق و مربی فوتبال اهل انگلستان است.
وی سابقه مربی‌گری در تیم ملی فوتبال جزایر ویرجین بریتانیا، تیم ملی فوتبال باهاما و تیم ملی فوتبال گوآم را دارد.